# Dobytí severního pólu
Dobytí severního pólu je divadelní hra z repertoáru Divadla Járy Cimrmana. Autory jsou Zdeněk Svěrák a Ladislav Smoljak, jako spoluautor je uváděn rovněž fiktivní český vynálezce, filosof a dramatik Jára Cimrman. Hra měla premiéru 25. října 1985 v divadle Jiřího Wolkera v Praze. Úryvky ze hry byly použity ve filmu Nejistá sezóna.
Do 30. června 2009 se uskutečnilo celkem 787 představení.
Hra byla v roce 2014 uvedena také v Abuji v Nigérii, kde ji v angličtině nastudoval tamní soubor Jos Repertory Theatre.
V roce 2016 byla hra přeložena do esperanta a její záznam s titulky promítnut na Světovém kongresu esperanta. Počátkem roku 2017 byl pak překlad oficiálně předán Zdeňku Svěrákovi.

## Obsah hry
Stejně jako většina ostatních představení Divadla Járy Cimrmana, je i severské drama Dobytí severního pólu složeno ze dvou částí – série odborných referátů, týkajících se života a díla Járy Cimrmana a v druhé části pak ucelenějšího zpracování některého jeho díla – v tomto případě činohry Dobytí severního pólu Čechem Karlem Němcem 5. dubna 1909.
Tato hra je uvozena následujícími referáty (v závorce je název postavy, kterou zpravidla příslušný přednášející ztvárňuje po přestávce):
- Nově objevená báseň – recitace básně „Školní brašnička“ *(Lékárník Šofr – Vozáb/Brukner)
- Zkouška nové technické síly (Tuto přednášku přednáší Zdeněk Svěrák, v případě, že hrál Pomocného Učitele Jaroslav Weigel, přednášel ji Ladislav Smoljak, v případě, že nehrál ani jeden, přednášel Jaroslav Weigel)
- Objev arktického sněžného člověka (Varel Frištenský – Smoljak/Hraběta, v případě, že nehrál Zdeněk Svěrák, přednášel tuto přednášku Jaroslav Weigel)
- Cimrmanova záhadná hra Přetržené dítě (Americký Čech Vondruška/Vozáb). Hru Přetržené dítě napsal Cimrman po svém návratu z Arktidy. Nalezené dílo ovšem nebylo psáno jeho rukou. Cimrman, který se z cesty po severu vrátil se silným nachlazením, ji diktoval svému sousedovi, panu Padevětovi. Ten si neuvědomil, že člověk s rýmou vyslovuje některé hlásky odlišně (m jako b, n jako d).
- Živé obrazy Járy Cimrmana – rekonstrukce několika živých obrazů (Náčelník Karel Němec Kašpar/Penc/Hraběta)
- Masová scéna „Škodu nezjistí, kdo se pojistí“ – rekonstrukce živého obrazu (Tuto přednášku přednáší Zdeněk Svěrák, v případě, že hrál Pomocného Učitele Jaroslav Weigel, přednášel ji Ladislav Smoljak, v případě, že nehrál ani jeden, přednášel Jaroslav Weigel)

Následuje vlastní hra, která vypráví o skupince českých otužilců, kteří se na návrh lékárníka Šofra rozhodnou pro cestu na severní pól. Vedoucím výpravy je předseda jednoty Karel Němec, jejími členy pak pomocný učitel Václav Poustka, lékárník Vojtěch Šofr a potah Varel Frištenský' (bratranec Gustava Frištenského), jenž díky své síle nahrazuje dobrodruhům psí spřežení. Hru doprovázejí citace z učitelova deníku. Po mnoha útrapách, bojích s trudnomyslností (zazní píseň „Polární noc“) a na pokraji smrti hladem, mrazem a vyčerpáním, se otužilci nakonec na severní točnu dostávají dne 5. dubna 1909, tedy den před Robertem Pearym. Cestou nacházejí také zmrzlá těla dvou členů polární výpravy profesora McDonalda, z nichž jeho pobočníka, poručíka Berana, na rožni rozmrazí k životu. Hra končí živým obrazem „Češi na severním pólu“, který Jára Cimrman vytvořil pro ples branických ledařů.
*obsazení přednášky, je obsazeno podle premiérového obsazení

## Obsazení
Současné obsazení je uvedeno tučně, předchozí obsazení kurzívou. V úvodní semináři dále účinkuje čtveřice dobrovolníků z publika, a to vždy tři muži a jedna žena.
| Role                                                                                        | Role                          | Herci |
| Úvodní seminář                                                                              | Hra                           | Herci |
| ------------------------------------------------------------------------------------------- | ----------------------------- | --- |
| přednášející ztvárňující v živém obrazu Slavii                                              | náčelník Karel Němec          | Ondřej Vetchý 9 10 Bořivoj Penc † 1 4 5 6 8 , Jan Kašpar † 1 3, Jan Hraběta 2, Václav Kotek †, Genadij Rumlena |
| přednášející                                                                                | pomocný učitel Václav Poustka | Zdeněk Svěrák 1 2 3 6 8 9 10 Jaroslav Weigel † 1 4 5 7 |
| přednášející ztvárňující v živém obrazu rozhodnutého nepojištěnce                           | lékárník Vojtěch Šofr         | Petr Reidinger 7 9 10, Petr Brukner 1 2 3 4 6 8 Miloň Čepelka 5, Jaroslav Vozáb † |
| přednášející ztvárňující v živém obrazu váhajícího nepojštěnce                              | Varel Frištenský              | Marek Šimon 8 9 10 Ladislav Smoljak † 1 2 3 4 5 6 , Jan Hraběta 7, Petr Brukner |
| přednášející ztvárňující v živém obrazu nepojištěnce kontrolujícího své finance             | americký Čech poručík Beran   | Robert Bárta 9 10 Genadij Rumlena 5 6, Pavel Vondruška † 3, Jaroslav Vozáb † 1, Marek Šimon, Ladislav Smoljak †, Jan Hraběta, Zdeněk Svěrák (záskok za Pavla Vondrušku nebo Genadije Rumlenu dne 20.9.1993 - zájezd do Ostravy-Poruby) |
| zkušený technik ztvárňující v živém obrazu pojišťovacího agenta                             | –                             | Zdeněk Škrdlant 9, Michal Weigel, Václav Verner Marek Šimon 6, Genadij Rumlena 1 3, Petr Reidinger, Václav Kotek † |
| nezkušený technik Roman Měcháček účinkující v živém obrazu ztvárňující pojištěného rolníka* | –                             | některý technik DJC (například Michal Weigel 1 9, Václav Verner 3, Petr Reidinger 6, Robert Bárta, Luděk Minařík) |
| účinkující v živém obrazu ztvárňující rolníkovu manželku*                                   | –                             | vybraná divačka |
| účinkující v živém obrazu ztvárňující zatvrzelého odpůrce pojišťování*                      | –                             | vybraný divák |
| účinkující v živém obrazu ztvárňující neplatícího pojištěnce*                               | –                             | vybraný divák |
| účinkující v živém obrazu ztvárňující nedostatečně pojištěného pojištěnce*                  | –                             | vybraný divák |

1 – alternace z desky Supraphonu (1986) + verze kolující po webu – oficiální verze i s vystřiženými scénami **
2 – alternace z úryvku předvedeném ve filmu Nejistá sezóna (1987)
3 – alternace z audiovizuální nahrávky ČST (1987)
4 – alternace z úryvku předvedeném v představení Cimrman sobě (1991)
5 – alternace z úryvku předvedeném v představení 30 let Divadla Járy Cimrmana (1997)
6 – alternace z audiovizuální nahrávky ČT (2006)
7 – alternace z úryvku předvedeném v představení 40 let Divadla Járy Cimrmana (2007) 
8 – alternace z úryvku předvedeném v představení Psaní do nebe (2017)
9 – alternace z audionahrávky kolující po webu (2019)
10 – alternace z audionahrávky kolující po webu (2021)

* němá role 
** Bořivoj Penc, Jaroslav Weigel, Pavel Vondruška a Jan Hraběta vystupují pouze v semináři
V některých verzích se na jevišti objevuje ještě jeden technik (například Zdeněk Škrdlant 6, Robert Bárta3), aby přinesl lavičku před inscenací živého obrazu. Tato role se však nevyskytuje v oficiálním knižním vydání her.